# Francesco Granacci

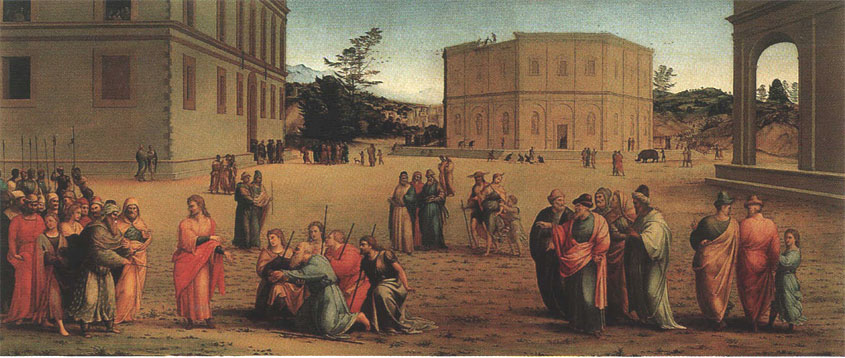
José presenta a su padre y hermanos al farón, Galería de los Uffizi (sala 25), Florencia.

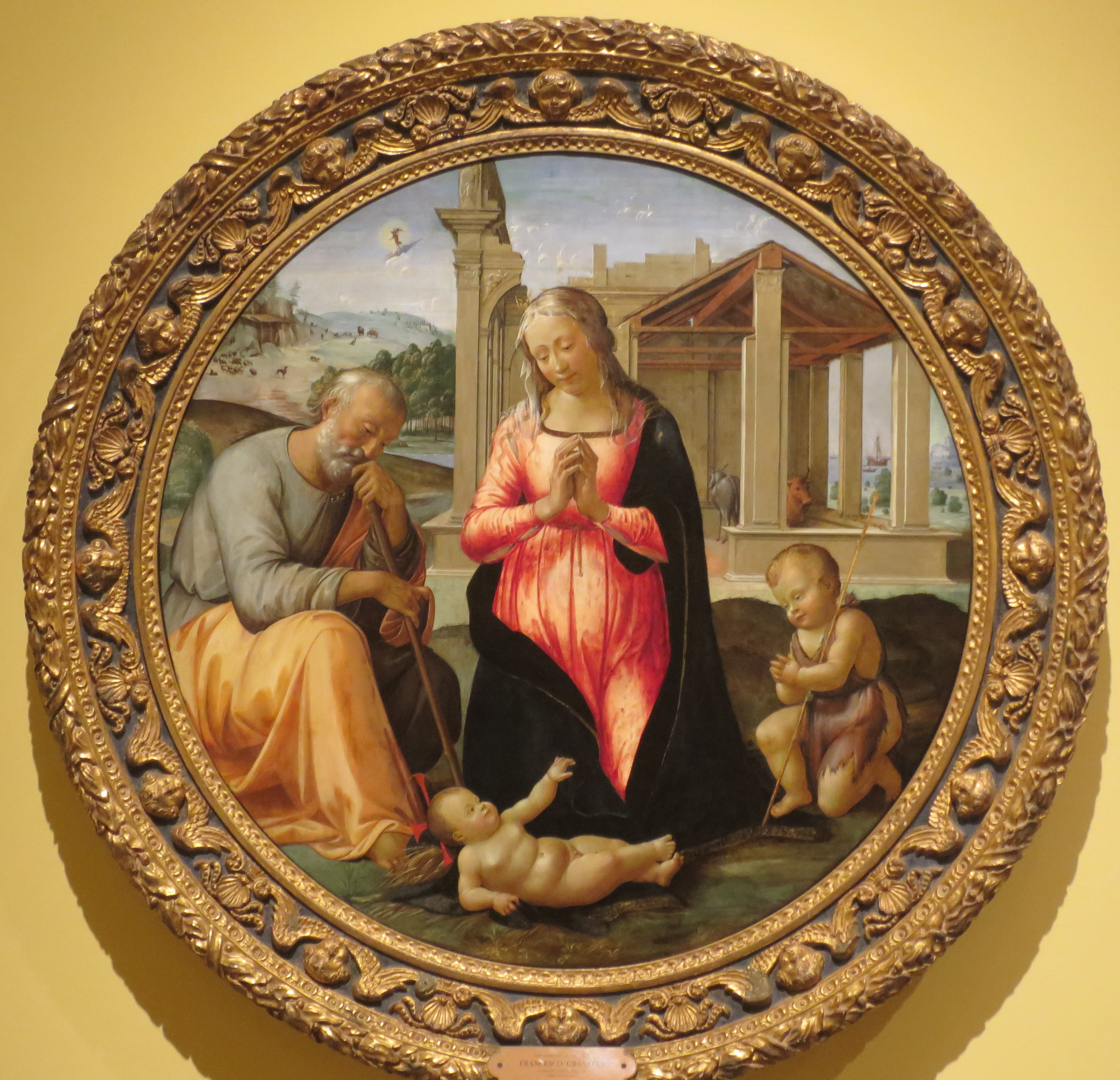
Adoración del Niño Jesús.

Francesco Granacci (Villamagna di Volterra, hacia 1469 - Florencia, 30 de noviembre de 1543) fue un pintor renacentista italiano.

## Biografía
Se formó en el taller de Domenico Ghirlandaio, donde también se encontraba Miguel Ángel, de quien fue amigo y con quien pudo frecuentar la academia de Lorenzo el Magnífico. Dotado de buena mano, pero escasamente original, asimiló tan profundamente las lecciones quattrocentistas que apenas evolucionó su pintura. Esta circunstancia hace fundamental la existencia de la biografía que le dedicó Giorgio Vasari en Vida de los mejores arquitectos, pintores y escultores italianos, donde se citaba numerosas obras del pintor, todas localizadas, aunque no datadas con exactitud.
En 1508 se trasladó a Roma, donde con otros artistas ayudó a Miguel Ángel a transferir los cartones en la bóveda de la Capilla Sixtina. De nuevo en Florencia pintó una Virgen con el Niño entre los santos Francisco y Cenobio para el convento de los agustinos de la Via San Gallo, (guardado en la Galería de la Academia de Florencia) con alguna influencia de Fra Bartolomeo y del joven Rafael. En 1515 participó en la realización de la ornamentación de la ciudad con ocasión de la visita a Florencia del papa León X. 
Poco después pintó el retablo del convento de Santa Apolonia en Florencia, para el que Miguel Ángel le había proporcionado el diseño de la tabla central, desaparecida, aunque subsisten fragmentos de la predela en la Academia de Florencia y las tablas laterales en Múnich, Alte Pinakothek. Su fidelidad a los modelos de Miguel Ángel deja paso a un tratamiento más ligero y libre en la predela, donde por su pequeño tamaño no hay lugar para la monumentalidad clásica. 
Consiguió su plena madurez artística alrededor de 1519, con obras como la Virgen con Niño y san Juan niño (Museo de Arte Occidental y Oriental de Odesa), en las que se ha producido una cierta superación de los esquemas del quattrocento con un sentido más complejo y moderno del espacio compositivo y del movimiento. Algunas obras realizadas entre 1520 y 1525 muestran una influencia directa de Fra Bartolomeo (Virgen entronizada entre San Sebastián y San Francisco en Castelfiorentino, Sacra conversación en Montemurlo), mientras que se puede ver la influencia de Pietro Perugino en el retablo de la Virgen de la Asunción y cuatro santos (Galería de la Academia de Florencia). La influencia de Jacopo Pontormo y otros pintores manieristas iba a aportar todavía a la pintura de Granacci soluciones originales, que el pintor empleó sobre todo en las obras de pequeño formato, mientras que en las obras más grandes se mantuvo sometida a un estilo clásico.
Las Escenas de la vida de San José o el retablo con la Virgen y cuatro santos de Montemurlo, muestran bien las limitaciones con las que Granacci recibe las novedades manieristas, reducidas en él a un tratamiento preciosista de la superficie del cuadro. Del mismo modo, manierista es también el lienzo de la Entrada de Carlos VIII en Florencia, de 1527, en los Uffizi, o los Diez mil mártires de la iglesia de los Santos Simón y Judas de Florencia, ambas obras de su última etapa.
Está enterrado en la iglesia de San Ambrosio en Florencia.